# DDR-Meisterschaften im Biathlon 1963

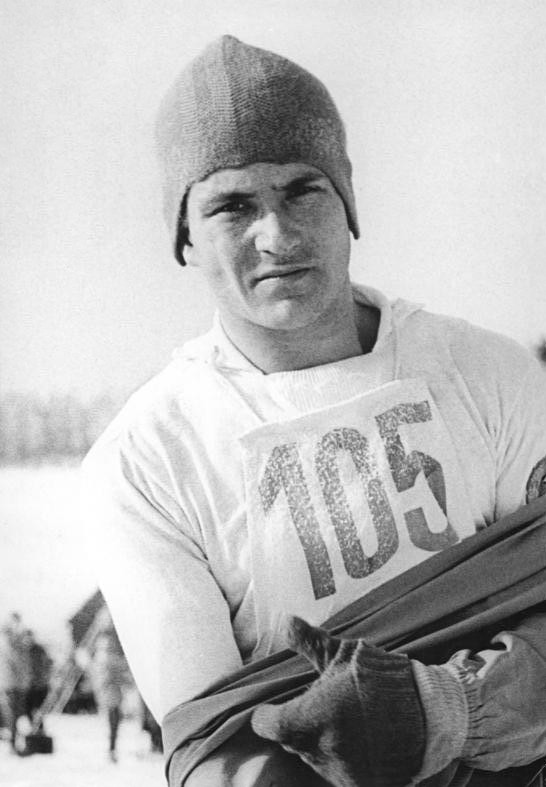
Dieter Ritter, Mannschaftssieger, hier bei den Nordischen Skimeisterschaften der DDR 1963

Die DDR-Meisterschaften im Biathlon wurden 1963 zum sechsten Mal ausgetragen. Die Meisterschaften wurden in drei Läufen ausgetragen. Den Einzelwettbewerb gewann der Zinnwalder Hans-Dieter Riechel, in der Mannschaftswertung lag ebenfalls die SG Dynamo Zinnwald vorne. 

## 20-km-Einzelrennen
| Platz | Sportler            | Mannschaft           | Punkte |
| ----- | ------------------- | -------------------- | ------ |
| 1     | Hans-Dieter Riechel | SG Dynamo Zinnwald   |        |
| 2     | Helmut Klöpsch      | SG Dynamo Zinnwald   |        |
| 3     | Hansi König         | ASK Vorwärts Oberhof |        |

## Mannschaftswertung
| Platz | Mannschaft              | Sportler                                                     | Punkte |
| ----- | ----------------------- | ------------------------------------------------------------ | ------ |
| 1     | SG Dynamo Zinnwald      | Hans-Dieter Riechel Helmut Klöpsch Dieter Ritter Heinz Kluge |        |
| 2     | ASK Vorwärts Oberhof I  | Herbert Kirchner Günter Baake Horst Nickel Wolfgang Böttner  |        |
| 3     | ASK Vorwärts Oberhof II | Hansi König Egon Schnabel Harald Harraß Lutz Schramm         |        |